# Euriphene barombina
Euriphene barombina är en fjärilsart som beskrevs av Otto Staudinger 1895. Euriphene barombina ingår i släktet Euriphene och familjen praktfjärilar. Inga underarter finns listade i Catalogue of Life.